# MEMZ

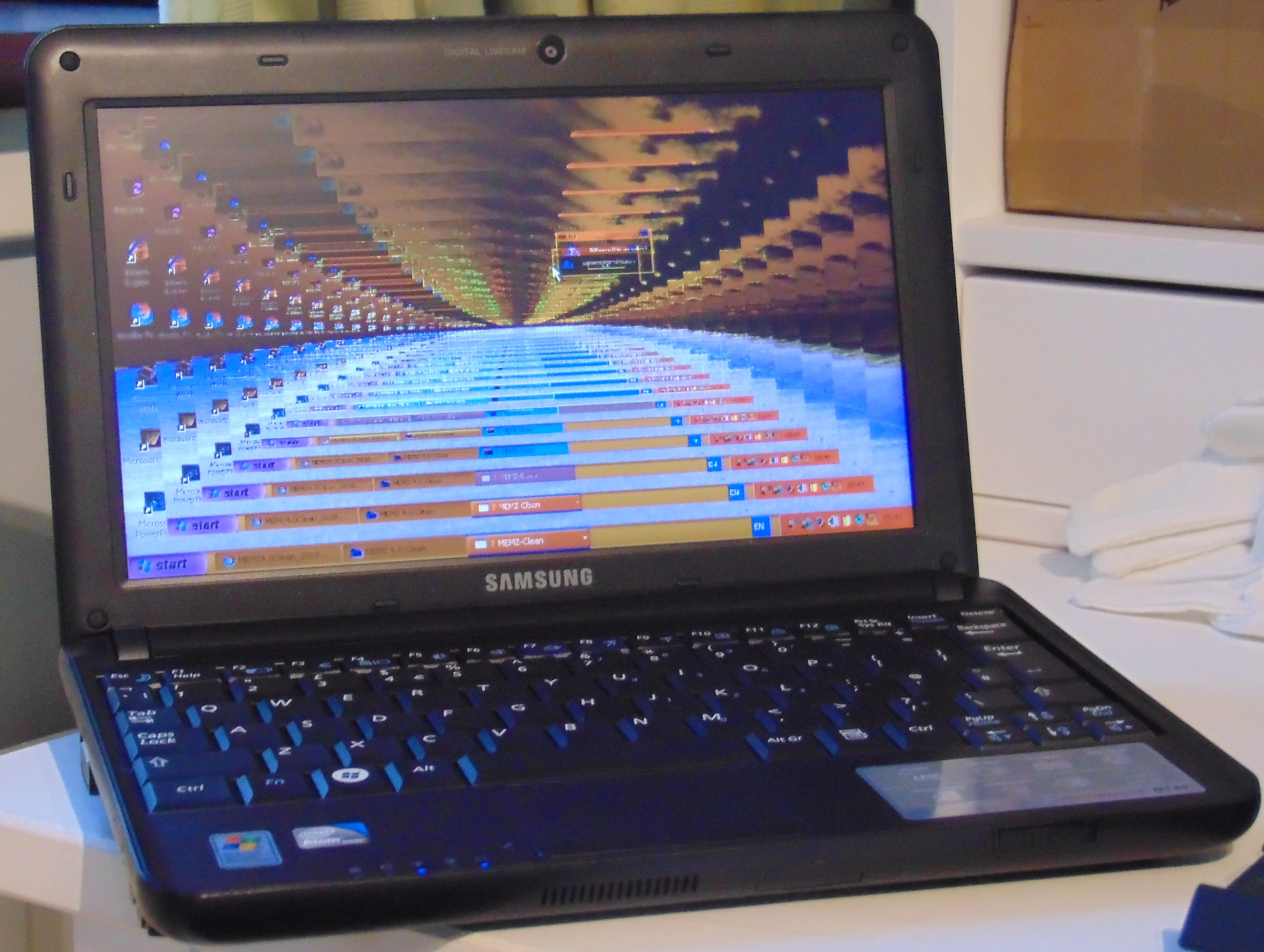
Windows XPのSamsung N130で動作するMEMZ

MEMZ（ミームズ、発音：memes 一般的には 'メムズ'と呼ばれる）は、Microsoft Windows を対象としたトロイの木馬型のマルウェアであり、ブートセクタを破壊するコンピュータウイルスである。
MEMZはYouTuberのdanooct1による『Viewer-Made Malware』シリーズ向けにLeurakによって作成された。後にライブストリーミンググループVinesauceの一員であるVargskelethorがMEMZを取り上げ、danooct1からMEMZのコピーを入手して、Windows 10の仮想マシン上でデモンストレーションを行った。
またMEMZ-Clean（MEMZ-無害）と呼ばれるコンピュータを破壊するペイロードを取り除いた無害バージョンがあり非破壊ペイロードを安全に検証・制御でき、どのペイロードが有効であるか確認できるソフトウェアを開発した。

## 概要
MEMZは、独特で複雑なペイロードによって知られている。それらは1つずつ相互に起動し、いくつかは遅れて実行される。例をあげるならば、マウスカーソルが不規則に少し動き、ウェブブラウザが開いてGoogleで「ウイルスの除去方法（how to remove a virus）」などと検索され、電卓やコマンドプロンプトのようなWindows上の様々なプログラムをランダムに実行される。多くの部分はインターネット・ミームに基づいている（例：起動画面をNyan Catの動画で上書きする）。

## 主な現象
ウイルス感染後、
- 時間が経つと色反転したり、沢山のエラーダイアログボックスが表示されたり、画面が合わせ鏡のようになって最終的にブルースクリーンが出てくる
- 再起動すると「Your pc has been trashed by the MEMZ trojan enjoy the nyan cat...（あなたのPCはMEMZトロイの木馬によって破壊されました。 nyan catをお楽しみください...）」と表示されNyan Catが出てくる（この後はMBRが上書きされていてWindowsを起動することはできない。ただし修復で治る可能性はある。）(高画質)

- 再起動するとCドライブのパーティションが消滅している(つまりWindowsが消えている)
- マウスカーソルが勝手に動いたり小刻みに揺れる。段々とマウスカーソルの揺れがひどくなっていき最終的にはまともにマウスを動かすことができなくなってしまう。
- デスクトップ画面のスクリーンショットをし画面が流されるように縮小する（スクリーン・トンネリング）
- 開いたソフトウェアの名前や各種GUIのテキストが反転する。例えば、Windows XPの「スタート」という文字が「トータス」となってしまう。
- しばらくすると画面の色が何度も反転する(色反転）
- タスクマネージャーやペイントや電卓やコマンドプロンプト、ウェブブラウザ等が勝手に開かれる
- エラー音や警告音などが鳴る
- 強制終了（タスクマネージャーからの強制終了やPCの再起動、シャットダウン等）させようとすると、エラーダイアログボックスが大量に開かれてブルースクリーンが出てくる。ただし、管理者権限のコマンドプロンプトでtaskkillで終了するとブルースクリーンは回避できる。ただしMBR(マスターブートレコード)は上書きされているため、再起動をするとNyanCatが開かれてしまう。
- マウスカーソルに沿ってエラーマークが出てくる
- PCがフリーズする
- 画面上のランダムな場所に警告マークが表示される
- PCが異常に重くなる
- 大量のポップアップが出てくる
- 警告が表示される（↓）
- 「Still using this computer?（まだこのコンピュータを使用しますか？）」と警告ダイアログボックスが表示される

また、ウイルスが実行される前にこのようなテキストがメモ帳で表示される。
```
英語：
YOUR COMPUTER HAS BEEN FUCKED BY THE MEMZ TROJAN.
Your computer won't boot up again, so use it as long as you can!
:D
Trying to kill MEMZ will cause your system to be destroyed instantly, so don't try it :D

日本語訳：
あなたのコンピュータはMEMZトロイの木馬に感染しました。
コンピュータは再び起動しないため、できるだけ長時間使用してください!
:D
MEMZを強制終了するとシステムが即座に破壊されるため、試さないでください:D
```

## 終了方法
通常通りの終了やタスクマネージャーでの強制終了、PCの再起動を行うとブルースクリーンが表示され、MBRが上書きされるが管理者権限(administrator)でのコマンドプロンプト(cmd.exe)でtaskkill処理をし終了するとブルースクリーンを回避することができる。
```
taskkill /f /im MEMZ.exe
```

## 修復方法
- パーティションの修復
- ブートセクタ（MBR）の上書き

これらを修復することで、コンピュータの修理は完了する。

## VineMEMZ

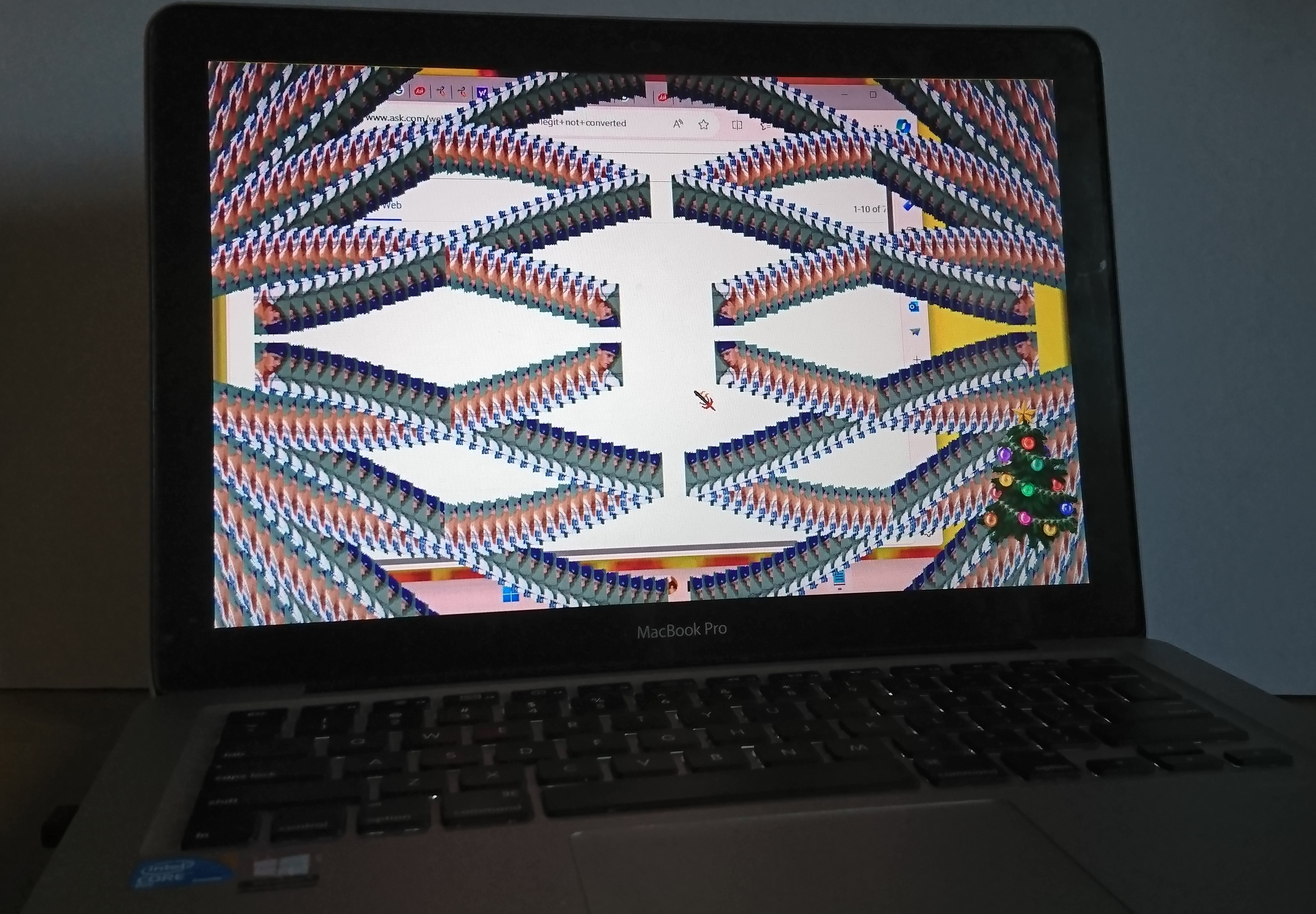
Windows 11で動作するVineMEMZ

VineMEMZは、MEMZから派生したバージョンでLeurakが作成しVinesauceに所属するJoelの贈り物として作成された。実行すると「Thanks Joel for showing off my trojan on stream! Please wait some time until the last payload activates, which is a very special one,（Joelのストリーミングで私のトロイの木馬を披露してくれてありがとう! 最後のペイロードが有効になるまでしばらく待ってね。これは最も特別なものだよ。）」と書かれたメモ帳アプリが起動し、その後いくつかのペイロードが実行される。
出典：
- デスクトップの壁紙が自動的に切り替わりピーター・ノートンの肖像画像が設定される

- スクリレックスの「Scary Monsters and Nice Sprites」が自動的に再生される

- 画面上に陰茎を模した絵が描画される

- マウスカーソルが小刻みに動く

- Joelが発言した「成功しました」「カプ・テラズ」が何度もランダムに再生される

- Windowsエクスプローラーが強制終了し画面が暗転し「Prepare to meet your biggest enemy again, Joel!" with a single button saying （最大の敵に再び会う準備をしてください、Joel! ボタン一つで声を上げよう）」とダイアログボックスが表示され「OK I'll （はい やります）」とクリックするとBonziBuddyが起動し最後はコンピュータがクラッシュする
- コンピュータが再起動するとファミコン用海賊版ゲーム7 GRAND DADのタイトル画面に扮したものが表示される（MBRが上書きされている）